# Nave (Bréscia)
Nave é uma comuna italiana da região da Lombardia, província de Bréscia, com cerca de 10.306 habitantes. Estende-se por uma área de 27 km², tendo uma densidade populacional de 382 hab/km². Faz fronteira com Botticino, Bovezzo, Brescia, Caino, Concesio, Lumezzane, Serle.

## Demografia
| Variação demográfica do município entre 1861 e 2011                               |
|                                                                                   |
| Fonte: Istituto Nazionale di Statistica (ISTAT) - Elaboração gráfica da Wikipedia |